# Pauline Lecarpentier
Pauline Lecarpentier (Boulogne-sur-Mer, 27 maggio 1997) è una lottatrice francese, specializzata nella lotta libera.

## Palmarès
- Europei

Budapest 2022: argento nei 68 kg.